# Saša Farič
Saša Farič, (née le 19 juillet 1984 à Radomlje), est une skieuse acrobatique slovène spécialiste du skicross.

## Carrière
Elle participe à sa première de Coupe du monde en novembre 2003 à Saas-Fee et empoche directement son premier succès. Elle gagne sa deuxième course cinq ans plus tard. Elle participe aux Jeux olympiques d'hiver de 2010, où le skicross fait son entrée au programme olympique, se classant quatorzième.

## Palmarès

### Jeux olympiques d'hiver
| Épreuve / Édition | Vancouver 2010 |
| Skicross          | 14e            |

### Championnats du monde
| Édition/Discipline                   | skicross |
| Mondiaux 2005 à Ruka                 | 14e      |
| Mondiaux 2007 à Madonna di Campiglio | 5e       |
| Mondiaux 2009 à Inawashiro           | 4e       |
| Mondiaux 2013 à Voss-Myrkdalen       | 15e      |

### Coupe du monde
- Meilleur classement général : 5e en 2008.
- Meilleur classement en skicross : 2e en 2008.
- 5 podiums dont 2 victoires.

#### Détails des victoires
| Édition / Épreuve | Skicross    |
| 2004              | Saas-Fee    |
| 2008              | Grindelwald |